# Miramar (Valencia)
Miramar település Spanyolországban, Valencia tartományban. Miramar Bellreguard, Guardamar de la Safor, Gandia, Palmera és Piles községekkel határos. Lakosainak száma 3020 fő (2024).

## Népesség
A település népessége az utóbbi években az alábbiak szerint változott:
| Lakosok száma | 1304 | 1675 | 1984 | 2333 | 2558 | 2571 | 2608 | 2634 | 2831 | 3020 |
|               | 2001 | 2004 | 2007 | 2009 | 2012 | 2014 | 2017 | 2019 | 2022 | 2024 |